# قوانین مارکیز کوئینزبری

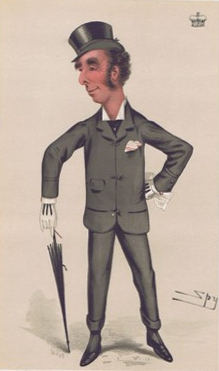
کاریکاتور ونیتی فیر از کویینزبری

مارکیزِ کوئینزبری یا «قوانین مارکیزِ کوئینزبری» (به انگلیسی: Marquess of Queensberry Rules) اصطلاحاً به قوانین مدرن در ورزش مشت‌زنی گفته می‌شود. 
بوکس نخست، زمانی به‌عنوان یک رشته ورزشی مستقل رسمیت پیدا کرد که شخصی بنام «جان چمبرز» قوانین جدیدی در سال ۱۸۶۷ میلادی در این ورزش وضع کرد. طبق تعریف این قوانین، بوکس باید یک ورزش «استندآپ عادلانه» می‌بود. مساحت محوطه بازی (رینگ) ۲۴ فوت مربع تعیین شد. طول مدت هر دور بازی، ۳ دقیقه، با تنفسی به مدت ۱ دقیقه، در بین هر ۲ دور بازی، در نظر گرفته شد. اگر یکی از طرفین زمین‌می‌خورد ۱۰ ثانیه وقت داشت تا بلند شود. طرفین باید دستکش استانداردی به دست کرده و به‌خصوص استفاده از فنون کشتی و دیگر انواع درگیری جسمی به غیر از مشت زدن ممنوع شد. منظور از پوشیدن دستکش بوکس، حفاظت از مفصل انگشتان دست بود.
این قوانین توسط «مارکیز کوئینزبری» برای اولین بار منتشر شد؛ و به این ترتیب نام «مارکیز کوئینزبری» برای همیشه با ورزش بوکس گره خورد. اولین بوکسوری که بر طبق این قوانین به قهرمانی جهان دست یافت؛ «جیمز جی کوربت» بود؛ که در «نیواورلئان» در سال ۱۸۹۲ «جان نی سولیوان» را شکست داد. پذیرش قوانین «مارکیز کوئینزبری» باعث شد که ورزش بوکس در۲ جهت مختلف یعنی حرفه ای و غیر حرفه ای، ادامه رشد پیدا کند.